# میدوک
میدوک یک روستا در ایران است که در بخش مرکزی شهرستان شهربابک در استان کرمان واقع شده‌است.

## جمعیت
این روستا در دهستان مدوارات قرار دارد و براساس سرشماری مرکز آمار ایران در سال ۱۳۸۵، جمعیت آن ۸۸ نفر (۲۲ خانوار) بوده‌است.